# Europamesterskabet i fodbold 2004
Europamesterskabet i fodbold for 2004 (EURO 2004) blev afholdt i Portugal mellem den 12. juni og 4. juli 2004. Det var det 12. europamesterskab i fodbold som afholdes hvert fjerde år under UEFA. Portugal blev udvalgt til værtsnation i 1999 foran Spanien og Østrig/Ungarn. Ligesom de to tidligere slutrundere i England og Holland-Belgien deltog 16 hold. Turneringen blev afviklet på ti forskellige stadioner i otte forskellige byer: Aveiro, Braga, Coimbra, Guimarães, Faro/Loulé, Leiria, Porto og Lissabon.
Turneringen var rig på overraskelser: Tyskland, Spanien og Italien blev elimineret i det indledende gruppespil. De forsvarende mestre Frankrig blev slået ud i kvartfinalen af Grækenland og de portugisiske værter kom tilbage efter et nederlag i åbningskampen og nåede finalen, hvor de på deres vej slog Spanien, England og Holland ud. Grækenland sikrede sig sit første europamesterskab, da de i finalen på Estádio da Luz Stadion i Lissabon vandt 1-0 over forhåndsfavoritterne og værtsnationen Portugal.

## Kvalifikation
Kvalifikationen til slutrunden forgik fra september 2002 til November 2003. 50 hold var deltog i ti grupper med fem hold i hver, som alle spillede to kampe imod hinanden. Vinderne af grupperne kvalificerede sig automatisk til slutrunden, mens nr. to måtte igennem playoff som kvalifikation til turneringen.

## Deltagende lande
De 16 landshold som deltog i turneringen:
| - Bulgarien - Kroatien - Tjekkiet - Danmark - England - Frankrig - Tyskland - Grækenland | - Italien - Letland (debut) - Holland - Portugal (værter) - Rusland - Spanien - Sverige - Schweiz |  |

## Seedning
| Pot 1                                                                   | Pot 2                                    | Pot 3                                    | Pot 4                                        |
| ----------------------------------------------------------------------- | ---------------------------------------- | ---------------------------------------- | -------------------------------------------- |
| - Portugal (Hosts) - Frankrig (Defending Champion) - Tjekkiet - Sverige | - England - Tyskland - Italien - Spanien | - Kroatien - Danmark - Holland - Rusland | - Bulgarien - Grækenland - Letland - Schweiz |

### Indledende runder
Tekst mangler, hjælp os med at skrive teksten

## Gruppe A
| Hold       | K | V | U | T | + | - | +/- | P |
| ---------- | - | - | - | - | - | - | --- | - |
| Portugal   | 3 | 2 | 0 | 1 | 4 | 2 | +2  | 6 |
| Grækenland | 3 | 1 | 1 | 1 | 4 | 4 | 0   | 4 |
| Spanien    | 3 | 1 | 1 | 1 | 2 | 2 | 0   | 4 |
| Rusland    | 3 | 1 | 0 | 2 | 2 | 4 | −2  | 3 |

## Gruppe B
| Hold     | K | V | U | T | + | - | +/- | P |
| -------- | - | - | - | - | - | - | --- | - |
| Frankrig | 3 | 2 | 1 | 0 | 7 | 4 | +3  | 7 |
| England  | 3 | 2 | 0 | 1 | 8 | 4 | +4  | 6 |
| Kroatien | 3 | 0 | 2 | 1 | 4 | 6 | −2  | 2 |
| Schweiz  | 3 | 0 | 1 | 2 | 1 | 6 | −5  | 1 |

| 13. juni 2004 |       |          |
| Schweiz       | 0 – 0 | Kroatien |
| Frankrig      | 2 – 1 | England  |
| 17. juni 2004 |       |          |
| England       | 3 – 0 | Schweiz  |
| Kroatien      | 2 – 2 | Frankrig |
| 21. juni 2004 |       |          |
| Kroatien      | 2 – 4 | England  |
| Schweiz       | 1 – 3 | Frankrig |

## Gruppe C
| Hold      | K | V | U | T | + | - | +/- | P |
| --------- | - | - | - | - | - | - | --- | - |
| Sverige   | 3 | 1 | 2 | 0 | 8 | 3 | +5  | 5 |
| Danmark   | 3 | 1 | 2 | 0 | 4 | 2 | +2  | 5 |
| Italien   | 3 | 1 | 2 | 0 | 3 | 2 | +1  | 5 |
| Bulgarien | 3 | 0 | 0 | 3 | 1 | 9 | −8  | 0 |

| 14. juni 2004 |       |           |
| Danmark       | 0 – 0 | Italien   |
| Sverige       | 5 – 0 | Bulgarien |
| 18. juni 2004 |       |           |
| Bulgarien     | 0 – 2 | Danmark   |
| Italien       | 1 – 1 | Sverige   |
| 22. juni 2004 |       |           |
| Italien       | 2 – 1 | Bulgarien |
| Danmark       | 2 – 2 | Sverige   |

## Gruppe D
| Hold     | K | V | U | T | + | - | +/- | P |
| -------- | - | - | - | - | - | - | --- | - |
| Tjekkiet | 3 | 3 | 0 | 0 | 7 | 4 | +3  | 9 |
| Holland  | 3 | 1 | 1 | 1 | 6 | 4 | +2  | 4 |
| Tyskland | 3 | 0 | 2 | 1 | 2 | 3 | −1  | 2 |
| Letland  | 3 | 0 | 1 | 2 | 1 | 5 | −4  | 1 |

| 15. juni 2004 |       |          |
| Tjekkiet      | 2 – 1 | Letland  |
| Tyskland      | 1 – 1 | Holland  |
| 19. juni 2004 |       |          |
| Letland       | 0 – 0 | Tyskland |
| Holland       | 2 – 3 | Tjekkiet |
| 23. juni 2004 |       |          |
| Holland       | 3 – 0 | Letland  |
| Tyskland      | 1 – 2 | Tjekkiet |

## Slutspil

### Kvartfinaler
- 24. juni – Portugal mod England – 6-5 (2-2 efter ordinær spilletid)
- 25. juni – Frankrig mod Grækenland – 0-1
- 26. juni – Sverige mod Holland – 4-5 (0-0 efter ordinær spilletid)
- 27. juni – Tjekkiet mod Danmark – 3-0

### Semifinaler
- 30. juni – Portugal mod Holland – 2-1
- 1. juli – Grækenland mod Tjekkiet – 1-0

### Finale
- 4. juli – Portugal mod Grækenland – 0-1

Grækenland er dermed europamestre.
38°45′10″N 9°11′05″V / 38.75268°N 9.18468°V